# 卢扎纳
卢扎纳（義大利語：Luzzana），是意大利贝加莫省的一个市镇。总面积3平方公里，人口850人，人口密度283.3人/平方公里（2009年）。国家统计（ISTAT）代码为016130。